# Springfield (Oregon)
Springfield – miasto w Stanach Zjednoczonych, w stanie Oregon, nad rzeką Willamette.
Liczba mieszkańców w 2009 roku wynosiła ok. 57 tys. W mieście rozwinął się przemysł drzewny, spirytusowy oraz chemiczny.
W 2012 roku twórca kreskówki Simpsonowie Matt Groening ujawnił, że miejsce w którym żyje tytułowa rodzina zostało nazwane na cześć tego miasta.